# Hirondelle des mangroves
Tachycineta albilinea
Espèce
Statut de conservation UICN

 LC  : Préoccupation mineure
Synonymes
- Petrochelidon albilinea (Protonyme)

L'Hirondelle des mangroves (Tachycineta albilinea) est une espèce de passereaux de la famille des Hirundinidae. 

## Répartition
Son aire de répartition s'étend sur le Mexique, le Belize, le Guatemala, le Salvador, le Honduras, le Nicaragua, le Costa Rica, le Panamá, la Colombie, l'Équateur et le Pérou. Elle est rare en Floride.

## Systématique
C'est une espèce monotypique (non subdivisée en sous-espèces). Jusqu'en 2005, l'Hirondelle de Stolzmann (Tachycineta stolzmanni) était considérée comme une sous-espèce de Tachycineta albilinea.